# Agrodiaetus maraschi
Agrodiaetus maraschi är en fjärilsart som beskrevs av Forster 1956. Agrodiaetus maraschi ingår i släktet Agrodiaetus och familjen juvelvingar. Inga underarter finns listade i Catalogue of Life.